# Полонська бібліотека
Центральна бібліотека Полонської міської ради Полонської МР ОТГ — одне з найбільших книгосховищ району, інформаційний, просвітницький, культурний центр Полонщини, інформаційно-методичний та координаційний центр з питань бібліотекознавства і книгознавства для бібліотек усіх систем і відомств.

## Історія центральної бібліотеки Полонської міської ради Полонської МР ОТГ

### Заснування бібліотеки
Полонська районна бібліотека була заснована в 20-х роках на базі народної читальні, створеної на добровільні внески прогресивної громадськості. Організатором її була жителька містечка Полонного Авербух, людина високого інтелекту, виходець з інтелігентної єврейської сім'ї. Бібліотека була розташована на нинішній вулиці Петровського у двоповерховому будинку.
Книжковий фонд її в той час представляв в основному російську та українську дореволюційну класику. Зростання книжкового фонду бібліотеки було незначним, бо здійснювалось воно за рахунок дарунків прогресивних людей, а також людей, які від'їжджали з Полонного. В передвоєнні роки він нараховував до 600 книг. В 1937 році Авербух була репресована.
Полонський райвідділ культури існував з 1929 року. Спочатку клубами та бібліотеками займався інспектор культ-освітньої роботи при відділі народної освіти, а в 1936 році він став самостійним конституційним відділом культосвітньої роботи. Бібліотека стала виконувати функції районної.
В 1938–1939 роках директором районної бібліотеки працював Солодкий Григорій Максимович, бібліотекарями — Шнапер Марія Яківна та Гінзбург. На посаді інструктора бібліотеки відділу культ-освітньої роботи в ці роки працювали випускники Кременчуцької бібліотечної школи Скрипка Іван Іларіонович (1938) та Колісник Володимир Пилипович (1939). В ці роки бібліотека знаходилась на першому поверсі в приміщенні розташованому на стику нинішніх вулиць Петровського та Лесі Українки.
Із спогадів Колісника Володимира Пилиповича: «Біля бібліотеки були розміщенні столики і лавочки, де проводились читання лекцій, бесід. Пам’ятаю, приїздив у Полонне літературознавець Беккер, який читав лекції про життєвий шлях М.Горького, його творчість. Сам він був родом із Полонного».
Колісник Володимир Пилипович проживав в Полтавській області, село Ворони, з яким районна бібліотека підтримувала листування.

### Бібліотека в післявоєнні часи
Під час Великої Вітчизняної війни бібліотека була повністю знищена. І в грудні 1944 року знову відновила свою роботу. Ядро книжкового фонду створено за рахунок пожертвувань жителів міста Полонного. Кожен читач, записуючись до бібліотеки, приносив в дар бібліотеці книгу. Першою завідувачкою в післявоєнні роки була Шнапер Марія Яківна (грудень 1944 року — вересень 1946), бібліотекарями протягом цього періоду були — Рігермах Х. Д., Риман Ф. Н., Мікуніс М., Кобильчак М. М. З 16 грудня 1946 року по вересень 1949 року районну бібліотеку очолювала Негрей Віра Ігнатівна. Бібліотекарями працювали: Кобильчак Марія Максимівна, Паламарчук Галина Севастьянівна, Григорьєва Вікторія Олександрівна, Грищук Володимир Саввич, Юкіш Марія Макарівна. В 1946 році список самостійних бібліотек міста включав: Полонську районну бібліотеку (к-сть книг 1200 екз.), дитячу бібліотеку і бібліотеку будинку культури (250 екз.книг). В 1947 році по даних Короткого зведення по культурно-освітніх установах (форма КС) в районі нараховувалось 18 бібліотек, в них 7465 екз. книг. В тому числі на селі — 13 бібліотек, в них — 3435 екз. книг, районна бібліотека і дитяча самостійна — 1, бібліотек інших відомств — 4.
Фонд районної бібліотеки в 1949 році нараховував 5198 книг на суму 24268 крб. 05 коп. Районна бібліотека знаходилась на бюджеті Полонської міськради депутатів трудящих. З 6 вересня 1949 року по листопад 1952 року районну бібліотеку очолює Дрегало Євген Олексійович, з листопада 1952 року по 1 серпня 1953 року — зав.районною бібліотекою — Беренфельд Поліна Наумівна.
В липні 1953 року в відділ культури влився відділ кінофікації і став іменуватися райвідділом культури виконкому райради депутатів трудящих.
Протягом 19 років (з 1953 по 1970) колектив районної бібліотеки очолювала Печенюк Ганна Іванівна. На період її керівництва приходиться значний розквіт бібліотечної справи в місті і районі. Збільшуються видатки на поточне утримання бібліотек. В 1955 році сума видатків на поточне утримання районної бібліотеки становила 3945 тис. крб., в 1957 р. — 448 тис.крб., в 1958 р. — 48,5 тис.крб. Відповідно до рішення облвиконкому для поповнення книжкових фондів виділено 59,1 тис.крб., в тому числі сільським — 44,2 тис.крб., приклубним — 14,9 тис.крб.
До грудня 1953 року бібліотека займала дві кімнати. Функціонували два відділи: читальний зал і абонемент. Пізніше — бібліотека стала займати шість кімнат, загальною площею 62 кв.м. В 1950–1960 рр. бібліотека стає основною книгозбірнею району, здійснює організаційно-методичну роботу в сільських бібліотеках, мережа яких розширилась до 37 бібліотек станом 1957 року.
В 1955 році було проведено 9 семінарів культ-освітніх працівників згідно навчального плану. Відвідування становило 95%, із яких 4 семінари були зведені і 5 — одноденних. Заняття проводились по секціях. По бібліотечній секції: 1. Огляд літератури «Важка індустрія — основа економічної могутності Радянської держави». 2. «Як виготовити бібліотечний плакат», «Робота з дітьми в сільській бібліотеці», практичні заняття по обліку книжкового фонду. Значне місце в роботі районної бібліотеки займала індивідуальна робота з читачами, масова пропаганда літератури: читацькі конференції, обговорення книг, бібліографічні огляди літератури з актуальних тем. В 1954 році розгорнулась робота бібліотек по відзначенню 100-річчя героїчної оборони Севастополя (1854–1855 роках). Читались лекції, доповіді, проводились бесіди. Відзначено 100-річчя з дня народження І.Франка (1956), проводились літературні вечори «Життя і діяльність І.Франка» в райцентрі проведено 4 літературні вечори, в сільських клубах та бібліотеках — 14. В усіх бібліотеках організовувались книжкові виставки, бібліотечні плакати. В бібліотеках с. Воробіївка, Кустівці, В.Каленичі, Н.Полонне проведено читацькі конференції по книзі І.Франка «Борислав сміється». В 1958 році книжковий фонд районної бібліотеки нараховував 17421 екз., читачів — 2226 чол., книговидача становила 31210, по МБА одержано — 104 примірники. Кількість пересувок районної бібліотеки — 20. Найкращими читачами бібліотеки були: доярка к-пу ім. Щорса Черташ Г. П., Максименко Л. О., робітник рембудконтори Молодоженя І. М., Рак В. О. Комплектування районної бібліотеки здійснювалось з облбібколектора. Значною була підписка періодичних видань, бібліотека була укомплектована підписними виданнями. Щорічні звіти райбібліотеки свідчать про значне зростання книжкового фонду, книговидач та читачів.
В 1961 році — книжковий фонд — 19159, читачів — 2562, книговидача — 46732. 1962 р. — книжковий фонд — 21305, читачів — 2568, книговидача — 51799. 1964 р. — книжковий фонд — 25963, читачів — 2492, книговидача — 53945. До 1972 року книжковий фонд районної бібліотеки виріс до 32121 екз. книг, читачів — 3000 чол., книговидача зросла до 60032.
Вагомий внесок в розвиток районної бібліотеки і бібліотечної справи на Полонщині зробили працівники Печенюк Г. І., Наливко Г. П., Соколовська Л. П., Марченко М. А., Дацькова Г. Є., Козир О. П., Політічеська Т. М.
З серпня 1970 року по вересень 1972 року бібліотекою завідувала випускниця Харківського інституту культури Баянова Наталія Олексіївна. За час її роботи бібліотеки району взяли участь у Всесоюзному огляді-конкурсі, присвяченому 100-річчю з дня народження В. І. Леніна. Працівники бібліотек району були відзначені Ленінською ювілейною медаллю, за активну участь в цьому огляді: Верещінська Л. Г., Скутська С. І., Прокоп'юк В. О., Мельник Г. Є.
На посаду зав. районною бібліотекою з вересня 1972 року було призначено Наливко Галину Петрівну, яка зробила великий внесок у матеріально-технічне оснащення нового приміщення районної бібліотеки. В грудні 1973 року районна бібліотека з старого приміщення перейшла в нове при районному будинку культури, яка займає праве крило з двох поверхів, площею 400 кв.м. Трудова діяльність в районній бібліотеці Наливко Г. П. складає 33 роки.
З метою концентрації коштів на зміцнення матеріально-технічної бази бібліотек, покращення комплектування книжкового фонду, та повного задоволення читацьких потреб друкованою продукцією в вересні 1976 року було створено централізовану бібліотечну систему. Центром її стає Полонська центральна районна бібліотека (ЦРБ). З цього часу розширюється структура центральної бібліотеки — створюються нові функціональні відділи: комплектування, відділ збереження та використання книжкового фонду. В ЦБС входило 40 бібліотек Міністерства культури, з них — 33 сільські філіали, 4 міські. Книжковий фонд бібліотек на час централізації становив 339521 екз. Обсяг річного надходження літератури 40000 екз. книг. Бібліотеки системи обслуговували понад 31000 читачів, яким видано було 641856 екз. книг.
Очолювала централізовану бібліотечну систему Політічеська Тамара Митрофанівна (жовтень 1975 — вересень 1983), яка одночасно була і директором центральної районної бібліотеки. Багато зусиль, вміння та знань доклала Політічеська для створення централізованої бібліотечної системи, забезпечення її бібліотечними кадрами. Маючи талант до малювання Тамара Митрофанівна сама особисто оформляла відділи районної бібліотеки, книжкові виставки та полиці.
Її наступницею стала Кравчук Ольга Петрівна, яка очолила бібліотечну систему з вересня 1983 року по січень 1986. До цього Ольга Петрівна працювала зав.філіалом Понінківської дитячої бібліотеки. З 1983 по 2002 рік бібліотеки системи оформляла художник, майстер своєї справи Яремчук Галина Миколаївна. Новій, кропіткій справі створення централізації в різні періоди віддавали свої знання і вміння ветерани бібліотечної справи — Політічеська Т. М., Побережник О. О., Мельник М. М., Прокоп'юк В. О., Матьора Н. А., Кравчук О. П., Заєць В. П., Вальчук Н. С., Огойко Л. М., Царьова В. С., Тарасова І. Т.
З січня 1987 року колектив районної бібліотеки очолює Романюк Євгенія Леонідівна.
В структурі бібліотеки функціонувало 4 відділи, у яких працювало 17 кваліфікованих спеціалістів.
До послуг читачів відділи: обслуговування, методично-бібліографічний, комплектування та обробка літератури, організації та збереження книжкового фонду, кафедра обслуговування юнацтва.
Робота з читачами займала одне з провідних місць. Для кращого задоволення запитів читачів бібліотек-філіалів використовувався внутрісистемний книгообмін, міжбібліотечний абонемент.
В 1987 році в районній бібліотеці обслужено 4317 читачів, видано 112471 примірників, фонд становив 74165 примірників. Основними джерелами комплектування ЦБС були: бібліотечний колектор, книжкові магазини району, «Союздрук», магазини «Книги — поштою».
В бібліотечній системі працювало 66 чоловік, в тому числі 41 чоловік з вищою і середньою — бібліотечною освітою. Серед працівників було налагоджено соціалістичне змагання за звання «Бібліотека відмінної роботи» та «Найкращий за професією».
1988 рік приніс зміни в штатний розпис працівників ЦБС — із 66 бібліотечних працівників залишилося 64 (зменшилося населення в с. Онацьківці, Бражинці).
Чільне місце в роботі бібліотек займала організація змістовного дозвілля населення. З цією метою в ряді бібліотек системи створені клуби за інтересами «Господарочка» (Кустівці), «Ветеран» (Варварівка), «Краєзнавець» (Бражинці).
Добру славу здобув літературно-музичний клуб «Камертон», утворений в ЦРБ. На засіданнях клубу розглядалися питання про роль музики в житті людини, про літературу, естетичні смаки. 1989 рік — в ЦРБ було обслужено 3798 читачів, видано — 76759 екз. прим., книжковий фонд становив 76155 прим.

### Бібліотека в роки Незалежності
За 1991 рік — обслужено — 3713 читачів, яким видано 77135 екз.книг.  По району читачів обслуговували 39 бібліотек системи Міністерства культури.
Чимала увага приділялась обслуговуванню населення безпосередньо на виробничих ділянках. Районною бібліотекою регулярно обслуговувалося 2 бібліотечні пункти на хлібозаводі та райагробуді.
Особлива увага приділялась роботі з молоддю. В ЦРБ працював клуб «Діалог». Цікаво проходили конференція-диспут «Корчагін: це минуле, сучасне, чи майбутнє?», диспут «Він і вона в морі людських відносин», огляд-композиція «Чорнобиль не має минулого часу».
Повертаючись до проблем духовного відродження бібліотека використовувала всі можливості для виховання у читачів любові до рідного краю, до народного слова, фольклору. З цією метою в 1995 році при читальному залі ЦРБ створено краєзнавчий сектор який проіснував до 1997 року. Очолювала сектор Вальчук Надія Степанівна.
Традиційними ставали новорічні щедрівки, свята переджнив'я, обжинки. Цікаво проводились: літературно-мистецьке свято «Славний син єврейського народу» (до 100-річчя з дня народження П.Маркіша[недоступне посилання з липня 2019]), прем'єра книги поета-земляка В.Комісарука «Шипи і рози», читацька конференція «Моє тисячолітнє місто», театралізоване свято присвячене 125-річчю з дня народження Лесі Українки «Ми з Лесиного краю». До 400-річчя від дня народження Б.Хмельницького з клубом «Джерело» проведено літературно-музичну композицію «І оживе добра слава, слава України», Шевченківські дні, конкурс читців творів Кобзаря.
Найактивніші в проведенні масових заходів та популяризації літератури, заслужили загальне визнання: Заєць В. П., Огойко Л. М., Блонська С. П., Якимчук С. В. За ці роки значно покращилась матеріально-технічна база районної бібліотеки, покращилось укомплектування техзасобами, стелажами, кафедрами та інше.
Значно зріс престиж районної бібліотеки, покращилась якість обслуговування різних груп читачів: ветеранів Великої Вітчизняної війни, юнацтва, дітей. Приділяється велика увага пропаганді нових форм господарювання, розвитку ринкових відносин.
В 1997 році рішенням Полонської районної державної адміністрації відбулись зміни в мережі Полонської ЦБС (закрито 15 бібліотек), а також в структурі самої центральної бібліотеки. В центральній районній бібліотеці були об'єднані відділи комплектування, збереження фондів та методично-бібліографічний. Скорочено 7 працівників. На кінець 1997 року існувало 2 відділи: методично-бібліографічний та по роботі з фондом; відділ обслуговування.
Зміни в мережі бібліотечної системи, скорочення бібліотечних працівників значно позначилось на якості діяльності бібліотек району. Якщо в 1995 році бібліотеками системи обслуговувалось 24971 читач, то в 1997 році цей показник знизився до 23448; книговидача в 1995 році становила 501591 прим., в 1997 р. — 363857 прим.
Не виділялось бюджетних асигнувань на комплектування та на інші статті.
В 1998 році бюджетних асигнувань на комплектування бібліотек системи було виділено на суму 2463 грн. 81 коп., які були використані на підписку періодичних видань.
Бібліотеки району різноманітними формами і методами популяризували літературу з різних галузей знань: День Матері, День народної творчості, День поезії. На Полонському телебаченні працювала «Літературна студія», яку вели працівники читального залу.
14 травня 1998 року Президент України видав Указ про святкування Всеукраїнського Дня бібліотек, який було відзначено 30 вересня. В ЦРБ проведений круглий стіл «Бібліотека в нашому житті», на якому велась відверта розмова про роль книги, бібліотеки у вихованні підростаючого покоління, у самоосвіті, навчанні.
В 2002 році при ЦРБ створено Центр регіональної інформації, робота якого направлена на забезпечення максимального доступу пересічного громадянина до офіційної інформації, в тому числі регіональної.
В районній бібліотеці працюють клуби «Первоцвіт», «Пам'ять», літературна вітальня «Полонь».
На 1.01.2003 року книжковий фонд ЦРБ становить 61954 примірники. Надійшло за 2002 рік всього 238 примірників книг: 124 — книги «Бібліотечної серії», 68 — взамін загублених, 42 — подарункові, 4 — книги з книжкових магазинів.
2005 рік приніс нові зміни в структурі та фінансуванні бібліотек. В центральній районній бібліотеці створено сектор інформації. Штат бібліотеки становить 10 чоловік.
Відповідно до положень Бюджетного кодексу України та Закону України «Про місцеве самоврядування» розпочався процес децентралізації бібліотечної системи — бібліотеки були передані на баланс місцевих рад.
В 2008 році мережа бібліотек складає 27 державних публічних бібліотек. Структуру ЦРБ складають два відділи: відділ обслуговування та методично-бібліографічний та по роботі з фондом. Штат центральної бібліотеки складає 14 чоловік.
В 2008 році в ЦБ обслужено 3753 користувачі, юнацькою кафедрою — 536, фонд — 46053 прим. Поповнення фонду здійснювалось переважно із обмінного фонду ХОУНБ ім. М.Островського, «Бібліотечної серії», книжкових магазинів.
2008 року Президентом та урядом України проголошений пріоритетний курс на європейську інтеграцію. З метою розширення доступу до інформації з питань європейської інтеграції України та життя ЄС на базі центральної районної бібліотеки в 2009 році створено пункт європейської інформації.
З березня 2010 року бібліотеку очолює Ржегак Оксана Миколаївна.
Протягом 2010 року центральна районна бібліотека обслужила 3758 користувачів, книговидача становить — 67589 прим., фонд — 44458 прим.
В ЦРБ для дорослих започатковано курси комп'ютерної грамотності для бібліотечних працівників, навчання доступу до Інтернету, створення електронної пошти та користування нею. Спільною співпрацею бібліотечних працівників ЦРБ створено сайт Полонської центральної райбібліотеки та здійснюється його поступове наповнення. На сайті є сторінки: інформація про бібліотеку, структурні підрозділи, блог, форум, фотоальбоми, зворотній зв'язок Полонська ЦБС в 2011 р. отримала перемогу в конкурсі проектів програми «Бібліоміст» «Організація нових бібліотечних послуг з використанням вільного доступу до Інтернету» та отримала 15 комп'ютерів з програмним забезпеченням, сканерами, принтерами, вебкамерами: 6 — ЦРБ, 5 — РДБ, 2 — Новоселицька бібліотека-філія, 2 — Понінківська бібліотека для дорослих.
В серпні 2011 року відбулося урочисте відкриття Інтернет-центру вільного доступу до мережі Інтернет в ЦРБ та бібліотеках — філіях, де сьогодні функціонують центри безкоштовного доступу до мережі Інтернет.
Впровадження комп'ютерних технологій в ЦРБ дало можливість приступити до створення електронних каталогів. В квітні 2011 року Полонська ЦРБ почала працювати з демоверсією програми IRBIS. Освоєння програми розпочалося з вивчення АРМ «Каталогізатор». Створено дві бази даних.
В 2011 році Полонська ЦРБ стала активним членом корпоративного проекту «Зведена краєзнавча картотека».
У Полонській ЦРБ відкрито пункт доступу громадян до офіційної інформації (ПДГ), де громадяни мають можливість отримувати необхідну для себе інформацію з питань законодавства та по можливості впливати на законодавчий процес в нашій державі.

## Відділи бібліотеки
- відділ обслуговування:

абонемент
кафедра обслуговування юнацтва
читальний зал
інтернет-центр
- методично-бібліографічний та по роботі з фондом.

## Фонди
У книгозбірні зберігається 40 тисяч книг, періодичних та електронних видань з різних галузей знань, 377 примірників рідкісної літератури,, репринтних видань, книг-мініатюр та книг з автографами авторів.

## Послуги
- Організація та проведення творчих акцій, презентацій книг, літературних вечорів, зустрічей та виставок.
- Проведення «круглих столів», семінарів.
- Сканування документів.
- Ксерокопіювання.

## Читацькі об'єднання
- клуб «Пам'ять»
- літературно-мистецька вітальня «Полонь»
- юридичний лекторій «Азбука права»
- Школа здорового способу життя.